# White Bear BBS
White Bear BBS (также известная как «Мишка» или «Белый мишка») — многолинейная компьютерная система для обмена сообщениями и файлами (BBS), созданная в 1992 году компанией МКЦ (Молодежный компьютерный центр) «Вариант», официальным дистрибьютором модемов ZyXEL в России, с целью поддержки пользователей этих устройств. Система приобрела значительную популярность среди молодёжной аудитории и оказала важное влияние на раннее развитие интернет-культуры в стране.

### История
White Bear BBS была создана в 1992 году для обеспечения пользователей продукции ZyXEL необходимыми драйверами, утилитами и технической поддержкой. На начальном этапе её функционал был ориентирован в первую очередь на предоставление информации владельцам модемов и помощь через чат. Для подключения к системе был доступен номер (095) 932-8465, а сама система представляла собой многолинейную платформу, которая предоставляла пользователям доступ к текстовым чатам и хранилищам файлов.
Изначально BBS поддерживала 4 телефонные линии, но со временем их количество увеличилось до 64, что сделало её одной из наиболее многоканальных и популярных систем того времени. Высокая пропускная способность позволила пользователям не только получать техническую помощь, но и активно общаться в текстовых чатах, что стало первым опытом многопользовательского общения для многих пользователей в России.
Популярность системы среди молодежи привела к формированию интернет-сообщества, которое активно использовало BBS для организации оффлайн встреч. Эти встречи проходили, например, по четвергам в сквере у Арбата и в московском клубе «Неолит».
С ростом популярности интернета в середине 1990-х годов White Bear BBS начала трансформацию. В 1996 году компания Data Express создала подразделение Data Express On-Line (DEOL), которое стало интернет-провайдером. В результате интеграции White Bear BBS с интернет-платформой пользователи получили доступ к интернет-ресурсам через специализированный графический клиент DEOL Manager. Этот клиент позволял не только общаться в чатах и обмениваться файлами, но и отправлять электронные письма, участвовать в форумах и рисовать на общей доске.
Тем не менее, в начале 1997 года Data Express ввела ограничения для некоммерческих пользователей, что вызвало недовольство среди пользователей системы. Для таких пользователей были введены ограничения на время на линии (45 минут в день) и на количество фраз, которые они могли отправить в чат (не более 10). Эти меры ускорили переход пользователей на другие интернет-платформы, такие как IRC.
К концу 1997 года White Bear BBS фактически прекратила своё существование для некоммерческих пользователей. В дальнейшем система использовалась преимущественно для загрузки документации и прошивок для модемов ZyXEL.

### Образ в культуре
White Bear BBS упоминается в романе Сергея Лукьяненко «Фальшивые зеркала» как «Вайт Биэр ББС»